# Gajo Petrović
Gajo Petrović (Karlovac, 12. mart 1927 — Zagreb, 13. jun 1993) bio je jugoslovenski filozof. Jedan od najvažnijih predstavnika praxis filozofije. Svoje je filozofsko usmerenje označavao kao mišljenje revolucije.

## Biografija
Petrović je bio Srbin.
Bio je profesor ontologije, spoznajne teorije i logike na zagrebačkom Filozofskom fakultetu od 1950. godine do svoje smrti. Predavao je na mnogim univerzitetima u Evropi i SAD-u. Bio je i počasni doktor univerziteta u Strazburu. Jedan je od osnivača i glavni urednik međunarodno poznatog časopisa Praxis (1964 — 1974), i saosnivač i član Savjeta Korčulanske ljetne škole (1964-1974). Branio je novu interpretaciju marksizma, koja je bila bazirana na filozofskim radovima mladog Marksa. Uprkos tome, kritikovao je dogmatsku ideologiju komunizma u tadašnjoj Jugoslaviji što je dovelo do toga da je časopis na kraju zabranjen. Objavio je 14 knjiga (Engleski empirizam, Od Lockea do Ayera, Filozofija i marksizam, Prologomena za kritku Heideggera i dr.) i više rasprava i eseja.

## Dela
- Filozofija i marksizam, Zagreb: Naprijed, 1976. (2. izdanje; 1. izdanje 1964)
- Mišljenje revolucije. Od "ontologije" do "filozofije politike", Zagreb: Naprijed, 1978.
- Filozofija i revolucija, Zagreb: Naprijed, 1983. (2. izdanje; 1. izdanje 1973; izdanje na nemačkom 1971)
- Praksa/istina, 1986.

## Spoljašnje veze
- Biografija na sajtu SANU
- Gajo Petrović, Filozofija i revolucija
- Arhiva Praxisa
- Opsežnija arhiva Praxisovih tekstova
- Božidar Jakšić: